# Talsperre Alvito
Die Talsperre Alvito (portugiesisch Barragem do Alvito bzw. Barragem de Albergaria dos Fusos) liegt in der Region Alentejo Portugals im Distrikt Beja. Sie staut den Odivelas, einen rechten (östlichen) Nebenfluss des Sado zu einem Stausee (port. Albufeira da Barragem do Alvito) auf. Die namensgebende Kleinstadt Alvito befindet sich ungefähr fünf Kilometer südwestlich der Talsperre, die Kleinstadt Viana do Alentejo liegt ungefähr sieben Kilometer nordwestlich der Talsperre.
Mit dem Projekt zur Errichtung der Talsperre wurde im Jahre 1970 begonnen. Der Bau wurde 1977 fertiggestellt. Die Talsperre dient neben der Bewässerung auch der Trinkwasserversorgung. Sie ist im Besitz der Associação de Municípios de Cuba, Vidigueira e Alvito.

## Absperrbauwerk
Das Absperrbauwerk besteht aus einem Staudamm mit einer Höhe von 48,5 m über der Gründungssohle (44 m über dem Flussbett). Die Dammkrone liegt auf einer Höhe von 201,6 m über dem Meeresspiegel. Die Länge der Dammkrone beträgt 1.105 m und ihre Breite 10 m. Das Volumen des Staudamms umfasst 2,285 Mio. m³.
Der Staudamm verfügt sowohl über einen Grundablass als auch über eine Hochwasserentlastung. Über den Grundablass können maximal 46 m³/s abgeleitet werden, über die Hochwasserentlastung maximal 56 m³/s. Das Bemessungshochwasser liegt bei 1.300 m³/s; die Wahrscheinlichkeit für das Auftreten dieses Ereignisses wurde mit einmal in 1000 Jahren bestimmt.

## Stausee
Beim normalen Stauziel von 197,5 m (maximal 198,85 m bei Hochwasser) erstreckt sich der Stausee über eine Fläche von rund 14,8 km² und fasst 132,5 Mio. m³ Wasser – davon können 130 Mio. m³ genutzt werden. Das minimale Stauziel liegt bei 172 m.